# Nérée De Grâce
Nérée De Grâce, né en 1920 à Shippagan et mort le 12 janvier 2002 au Québec, est un peintre et dessinateur canadien.

## Biographie
Il est né en 1920 à Shippagan au Nouveau-Brunswick. Il est l'un des descendants d'Antoine de Grâce. Il pratique la peinture et le dessin depuis son enfance. En 1948, il a obtenu son diplôme de l'école des Beaux Arts de Québec. Il fonde ensuite sa propre entreprise de publicité et de sérigraphie, alors qu'il occupe ses temps libres à la peinture. Il commence à peindre à temps plein en 1977. Il illustre plusieurs livres d'Antonine Maillet et Postes Canada émet un timbre illustré de sa toile Le village de Shippagan.
Nérée De Grâce est mort à Québec en 2002.
Son style est à la fois naïf et surréaliste et s'approche de l'art de Chagall. Il doit sa popularité à Edith Butler, qui a contribué à le faire connaître à partir de 1979.
1987 fut une année importante pour Nérée de Grâce. À Montréal, la Galerie Michel-Ange élabore une exposition consacrée uniquement à Nérée de Grâce et, le livre "Nérée DeGrâce" parait aux éditions Broquet, dans la collection "Signatures". Nérée de Grâce a participé par la suite à plusieurs expositions à la Galerie Michel-Ange qui ont obtenu des succès extraordinaire. On a même vu, au froid, des fils d'attente à la porte de la galerie pour avoir le droit d'être parmi les premiers à voir les œuvres. Un maximum d'une œuvre était accordé par client par respect des amateurs de Nérée de Grâce.